# Agnes Kimball
Agnes Kimball (octubre de 1881 - 5 de enero de 1918) fue una soprano estadounidense. Fue una artista discográfica muy popular en los Estados Unidos durante la década de 1910, y es mejor recordada por las grabaciones que realizó durante la primera mitad de esa década con Victor Talking Machine Company, Columbia Records y Edison Records. Vocalista clásica, su repertorio abarcó ópera, opereta, teatro musical, canciones artísticas y baladas populares; todos los géneros que tenían demanda entre los consumidores estadounidenses durante ese período de la historia. Muchas de estas grabaciones están incluidas en la colección de la Biblioteca del Congreso, y la Discography of American Historical Recordings ha catalogado su trabajo.
En presentaciones en vivo, Kimball pasó la mayor parte de su carrera trabajando como cantante de iglesia remunerada. Nacida en Indiana, comenzó su carrera como vocalista profesional de una iglesia a principios del siglo XX en la Iglesia Presbiteriana Tabernacle en Indianápolis. Cuando su marido aceptó un puesto en Carnegie Steel, ella se convirtió en cantante remunerada en la Tercera Iglesia Presbiteriana de Pittsburgh. En 1910 se había mudado a la ciudad de Nueva York  y trabajaba como cantante en la Iglesia Presbiteriana Brick, donde fue vocalista muy bien pagada durante varios años. Si bien grabó piezas de óperas y musicales, nunca apareció en producciones teatrales durante su carrera. Sin embargo, pasó dos temporadas de gira con Victor Herbert y su orquesta de ópera ligera en conciertos en 1911-1912. También realizó giras y grabaciones con el Croxton Quartet, y trabajó como cantante de oratorio en el escenario de conciertos como miembro del Oratorio Artists Quartet. En el momento de su muerte en 1918, era cantante residente en la Iglesia Episcopal de San Marcos en Toledo, Ohio.

## Primeros años de vida
Nacida en Princeton, Indiana, hija de Bayless Grigsby y Carolyn Grigsby (de soltera Snyder), Agnes Kimball nació como Agnes Grigsby en octubre de 1881. Comenzó a actuar como vocalista aficionada en eventos públicos en Princeton en 1899. En marzo de 1899 fue miembro fundador de Ladies Musicale en Princeton; una organización que era a la vez un coro de mujeres aficionadas y un grupo que brindaba a sus miembros oportunidades de actuar en conciertos públicos como solistas. Las actuaciones de Kimball y los demás miembros del grupo fueron cubiertas por el periódico local Princeton Clarion-Leader. En diciembre de 1899 viajó a Memphis, Tennessee, donde actuó como cantante invitada en dos iglesias. Estuvo activa como soprano solista aficionada en la Iglesia Presbiteriana de Cumberland en Princeton en 1900.

## Entrenamiento vocal y primeros años de carrera
Mientras que el Indiana, U.S., Marriage Index, 1800–1941 establece que Agnes Grigsby se casó con Charles F. Kimball el 12 de junio de 1901, la ceremonia pública de boda de la pareja tuvo lugar una semana después, el 19 de junio de 1901. La pareja se instaló en Indianápolis, donde Agnes estudió canto durante varios años con Franz Bellinger. Bellinger era un barítono que había estudiado con el famoso profesor de canto Giovanni Battista Lamperti, y era un respetado profesor de canto conocido por enseñar desde una pedagogía vocal arraigada en los métodos de Lamperti.
Mientras estudiaba con Bellinger, Kimball se convirtió en soprano solista residente remunerada en la Iglesia Presbiteriana Tabernacle en Indianápolis, e hizo su debut profesional en concierto en el Festival de Mayo de Bloomington, Indiana, en 1906. Luego se mudó con su esposo a Pittsburgh, donde fue soprano solista residente en la Tercera Iglesia Presbiteriana. Su marido trabajaba como auditor para Carnegie Steel. Tuvieron una hija y se divorciaron en 1913. Kimball era en ese momento una cantante muy conocida y la prensa estadounidense informó ampliamente sobre el divorcio.
En 1909, Kimball fue la soprano solista en el Stabat Mater de Gioachino Rossini, que interpretó con miembros de la Orquesta Sinfónica de Pittsburgh bajo la dirección de Charles S. Cornell en la ceremonia de graduación de la Escuela Normal del Estado de California (ahora Universidad Occidental de Pensilvania en California). Ese mismo año fue soprano solista en un concierto de Las estaciones de Joseph Haydn en Pittsburgh. En el verano de 1910 dio un concierto en la convención de la Asociación de Profesores de Música de Indiana.

## Carrera en la ciudad de Nueva York y en los escenarios de conciertos nacionales

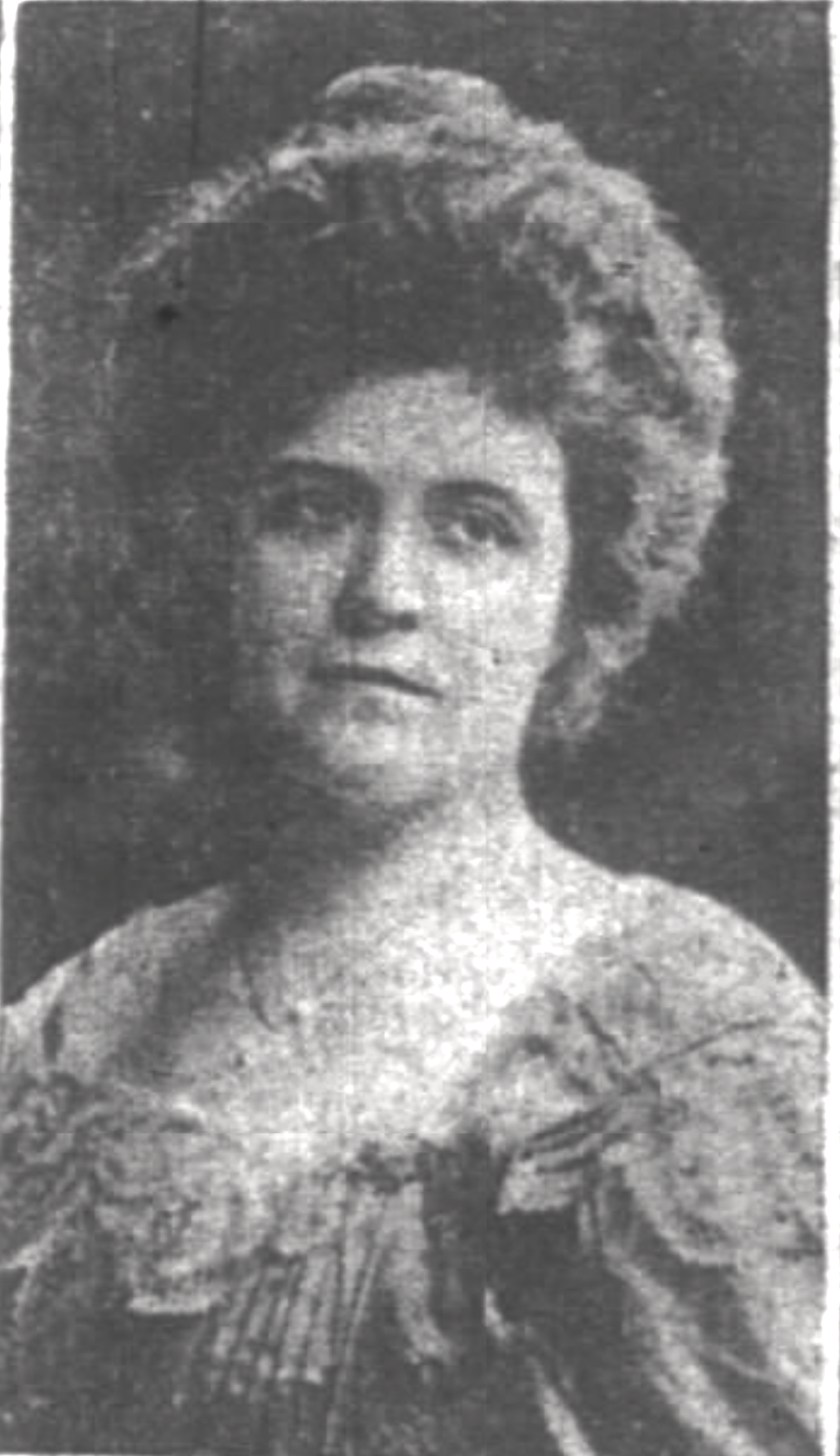
Fotografía de 1910 de Agnes Kimball publicada en The Indianapolis News.

En marzo de 1910, Agnes Kimball había dejado Pittsburgh y se mudó sola a la ciudad de Nueva York para seguir su carrera como cantante. Su hija, Eloise, quedó al cuidado de la hermana de Agnes, la Sra. Olive G. Lewis, en ese momento. Kimball fue contratada como soprano solista residente en la Iglesia Presbiteriana Brick, comenzando su empleo allí el 1 de mayo de 1910. Obtuvo uno de los salarios más altos para un vocalista de iglesia en el país mientras cantaba en Brick Presbyterian, y fue cantante residente allí de 1910 a 1914. También trabajó periódicamente como cantante en Temple Beth-El, entre otras sinagogas judías en Manhattan.
Uno de los compañeros cantantes pagados de Kimball en Brick Presbyterian era el bajo Frank Croxton. Croxton también fue director del Coro Chautauqua en la serie de conciertos de verano de la Institución Chautauqua y contrató a Kimball para actuar como solista con el coro en el verano de 1910. El director y compositor Victor Herbert, figura destacada de la opereta estadounidense, asistió a uno de los conciertos de Chautauqua en el que Kimball era solista. Impresionado con su canto, le ofreció un puesto como soprano principal en una gira de conciertos con su orquesta profesional de ópera ligera.
En 1911-1912, Kimball realizó una gira por los Estados Unidos cantando principalmente extractos de operetas en dos temporadas de conciertos con la Victor Light Opera Orchestra. La orquesta de Herbert se separó de su repertorio normal en abril de 1911 cuando fueron invitados por la Sociedad Coral de Raleigh a actuar con ellos en un concierto de Elías de Felix Mendelssohn en el Sexto Festival Anual de Carolina del Norte en abril de 1911. Herbert dirigió y Kimball cantó el papel de la Viuda. El Hyechka Club de Tulsa patrocinó a Kimball, Herbert y la orquesta cuando realizó una gira a Tulsa para presentaciones en el sexto festival anual de música de Tulsa en 1912. Kimball también hizo varias grabaciones con la orquesta que fue anunciada como Victor Light Opera Company.
La carrera de Kimball también fue ayudada por Frank Croxton cuando la invitó a unirse a su cuarteto vocal, el Croxton Quartet. Los otros miembros de ese cuarteto incluían al tenor Reed Miller y su esposa, la contralto Nevada Van der Veer. Con este grupo, Kimball actuó en conciertos tanto en la ciudad de Nueva York como en giras, e hizo varias grabaciones para diversos sellos discográficos en 1911-1912. En 1913-1914 fue miembro del Oratorio Artists Quartet, cuyos otros miembros incluían al tenor Reed Miller, el bajo Frederick Wheeler y la contralto Elsie West Baker. Este grupo contó con el apoyo de la Asociación Internacional de Liceos de América; una organización que forma parte del movimiento del liceo en los Estados Unidos que patrocinó una serie de conciertos en todo el país con el Oratorio Artists Quartet.
Kimball también participó activamente como artista invitado en otras organizaciones. En 1911 fue soprano solista en El Mesías de Georg Friedrich Händel con el Coro Apollo de Chicago en el Teatro Auditorium. En 1913 actuó en un concierto benéfico en St. Louis organizado y dirigido por el compositor George Balch Nevin. En 1915 actuó en el primer festival de música organizado en la ciudad de Bowling Green, Ohio. Ese mismo año dio un recital en el Aeolian Hall de Indianápolis patrocinado por la Aeolian Company.

## Últimos años en Ohio y muerte

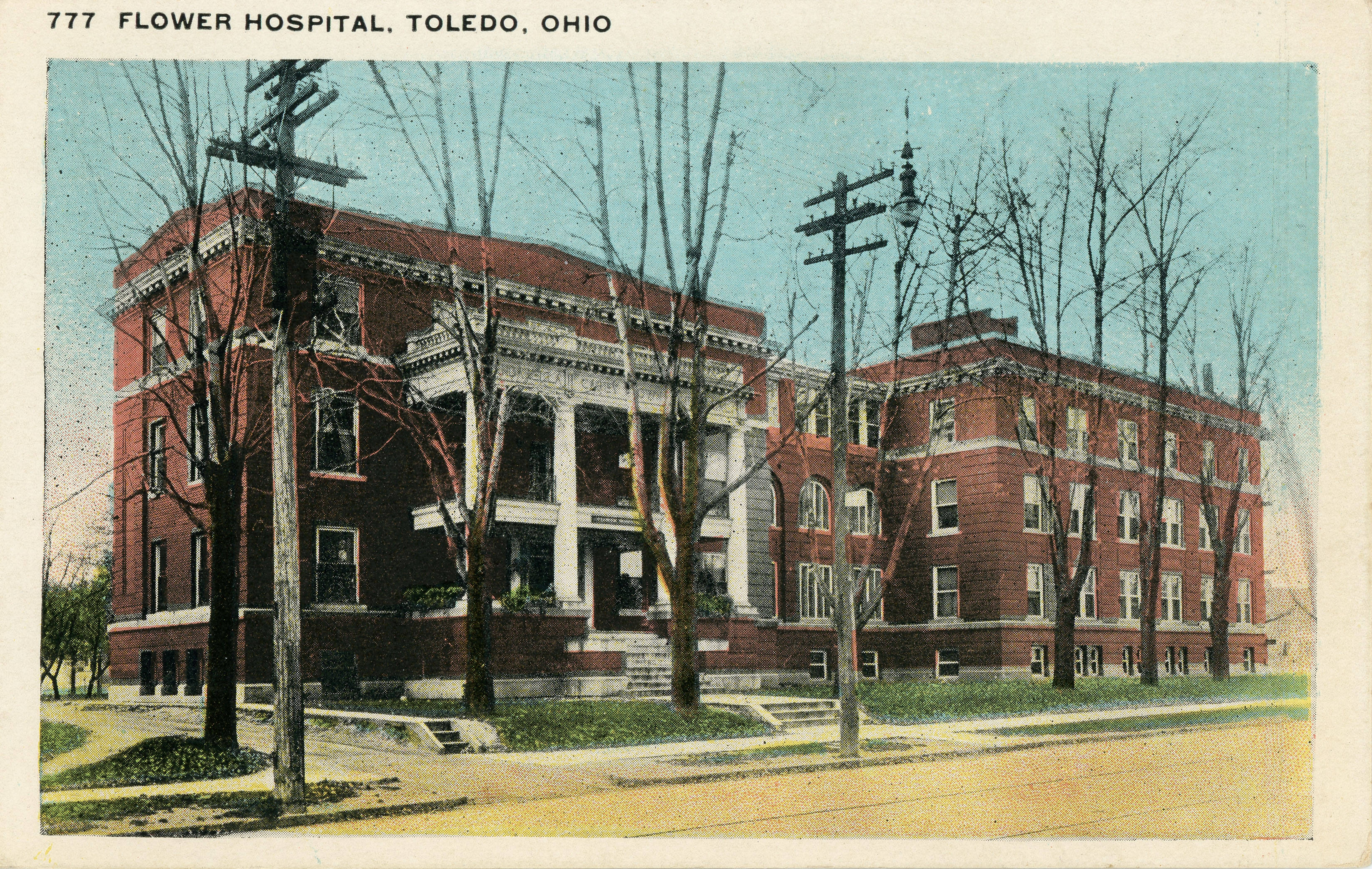
Flower Hospital en Toledo, Ohio, donde murió Agnes Kimball en 1918.

En 1914, Kimball se casó por segunda vez, esta vez con el empresario y fabricante Edward T. Affleck. En el momento de su matrimonio, Affleck era vicepresidente de Electric Autolite en Toledo, Ohio. Pasó los últimos años de su carrera como soprano solista remunerada en la Iglesia Episcopal de San Marcos en Toledo.
Poco antes del día de Navidad de 1917, Agnes Kimball enfermó gravemente y fue hospitalizada en el Flower Hospital en Toledo, Ohio (ahora ProMedica Flower Hospital en Sylvania, Ohio). Murió allí el 5 de enero de 1918. En el momento de su muerte, Detroit Free Press la describió como una «cantante a la vanguardia de los solistas de la iglesia» que había «cantado para todas las compañías discográficas destacadas» y se había ganado una «reputación nacional».

## Grabaciones
Según el musicólogo Leo Riemens y el biógrafo musical Karl-Josef Kutsch en su biografía sobre Kimball en el Großes Sängerlexikon, Kimball fue una artista discográfica muy popular en los Estados Unidos durante la década de 1910 y grabó música con un gran atractivo para el público estadounidense de ese período. Aunque nunca apareció como actriz cantante en el escenario, su repertorio grabado abarcó música que abarcaba desde operetas y teatro musical hasta baladas y extractos de óperas y oratorios. Realizó numerosas grabaciones para diversos sellos discográficos estadounidenses entre 1910 y 1913.
Con el Croxton Quartet, Kimball grabó «Te sol, te sol quest'anima» (cantada en inglés como «Praise ye the Lord») del tercer acto de Attila de Giuseppe Verdi (1910, Edison Records); «Canción de amor gitana» de The Fortune Teller de Victor Herbert (1911, Edison Records); y «Popurrí de villancicos» (1911, Columbia Records). Con Victor Light Opera Company (VLOC) realizó varios discos en 1911 para Victor Talking Machine Company (VTMC). El primero de ellos fue «Gems from Florodora» que consistía en selecciones de la ópera del mismo nombre de Leslie Stuart; entre ellos el famoso doble sexteto, «Dime doncella bonita». A esto le siguieron registros similares de selecciones de operetas: «Gems from The Sultan of Sulu» del compositor Alfred G. Wathall; «Gemas de Rob Roy» del compositor Reginald De Koven; y «Gems from A Runaway Girl» con música de los compositores Ivan Caryll y Lionel Monckton.
Kimball fue miembro del «Victor Opera Quartet» de VTMC con quien grabó varias arias solistas y obras para varios cantantes. Estas incluían las arias «Un bel dì, vedremo» (cantada en inglés como «Some day he'll come») de Madama Butterfly (1911) de Giacomo Puccini, y «Spring Song» de Natoma (1912) de Herbert y Joseph Redding; y el cuarteto «Bella figlia dell'amore» del acto III del Rigoletto de Verdi. Para Victor también grabó el aria «Hear ye, Israel» de Elías de Mendelssohn en 1911, y en 1912 las canciones artísticas «Far off I listening a lover's flute» del ciclo de canciones de Charles Wakefield Cadman Four American Indian Songs, op. 45.; «Die Loreley» de Franz Liszt; y «O komm mit mir in die Frühlings-nacht» (cantado en inglés como «O come with me in the Summer night») de Frank Van der Stucken.
Para Columbia Records, Kimball grabó la canción «Adele» del musical del mismo nombre de Jean Briquet y Adolf Philipp en 1913. Grabó varias canciones más ese año con Columbia, incluida «Love is a story that's old» de la opereta de Victor Herbert The Madcap Duchess; el dúo «Tú estás aquí y yo estoy aquí» del musical de Jerome Kern The Laughing Husband (cantado con el tenor Charles W. Harrison); y el dúo «Come on over here» del musical de Leo Fall y Harry B. Smith The Doll Girl (también cantado con Harrison).
Al revisar el canto de Kimball en sus grabaciones de «Hear Ye, Israel» y «Lejos escucho la flauta de un amante», Riemens & Kutsch afirmaron que Kimball «mostró una voz de soprano bellamente controlada y técnicamente excelente».